# Bar-sur-Seine
Bar-sur-Seine är en kommun och stad i departementet Aube i regionen Grand Est (tidigare regionen Champagne-Ardenne) i nordöstra Frankrike. Kommunen ligger  i kantonen Bar-sur-Seine som ligger i arrondissementet Troyes. År 2022 hade Bar-sur-Seine 2 869 invånare.
Bar-sur-Seine är belägen på Seines västra sida. Staden var tidigare känd för sin glasindustri och garverier.

## Befolkningsutveckling
Antalet invånare i kommunen Bar-sur-Seine
Referens: INSEE

## Galleri

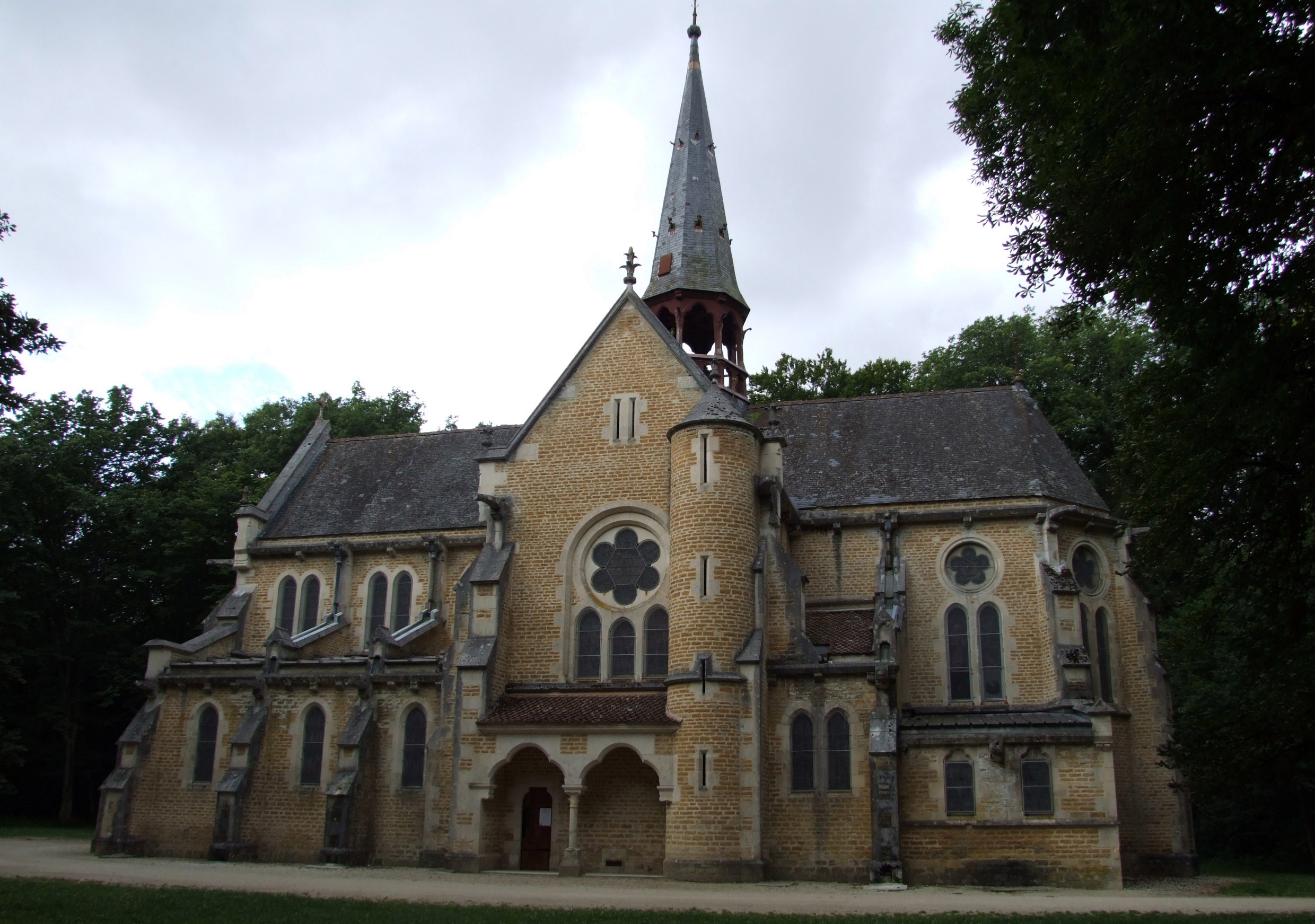
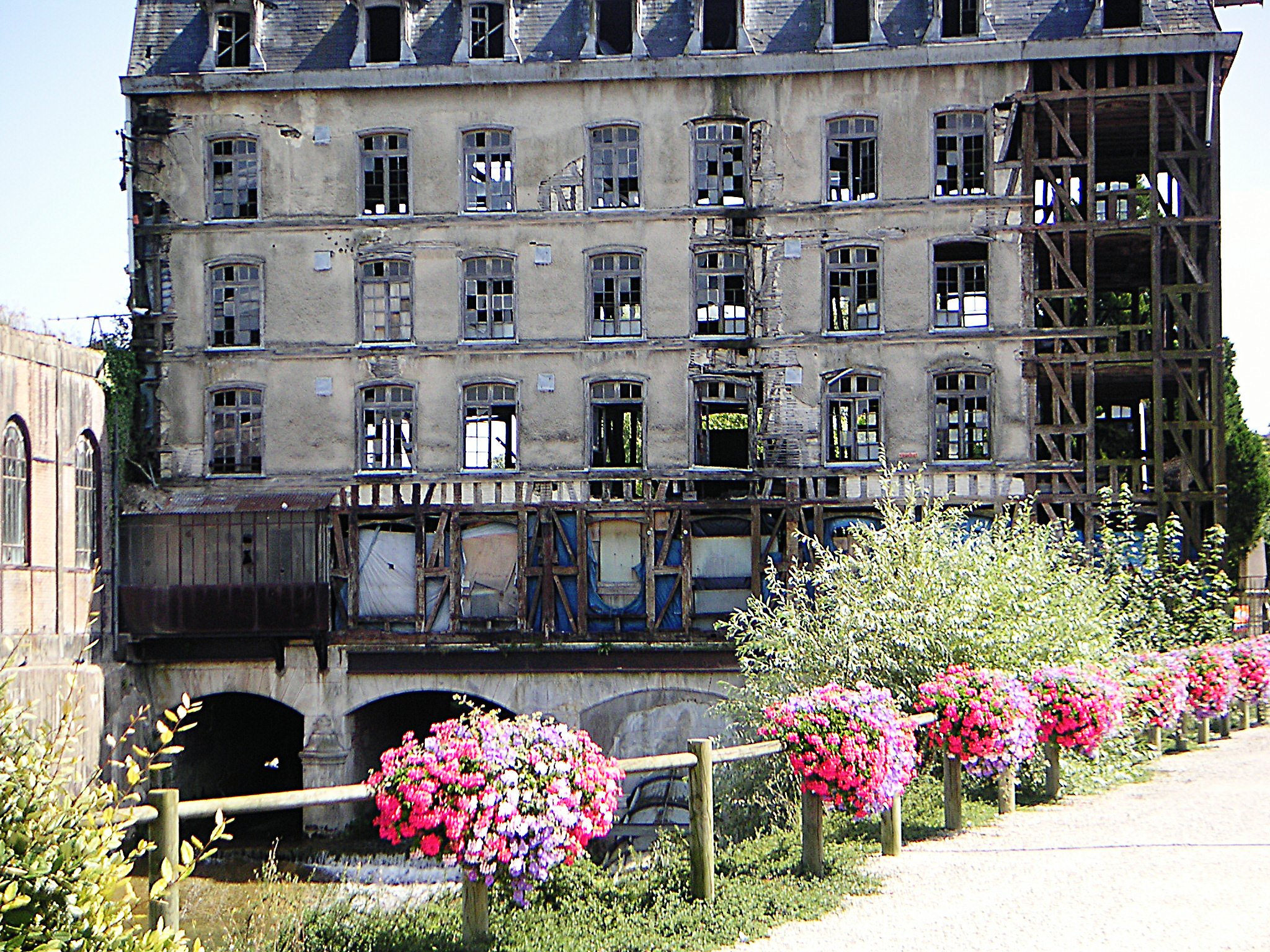
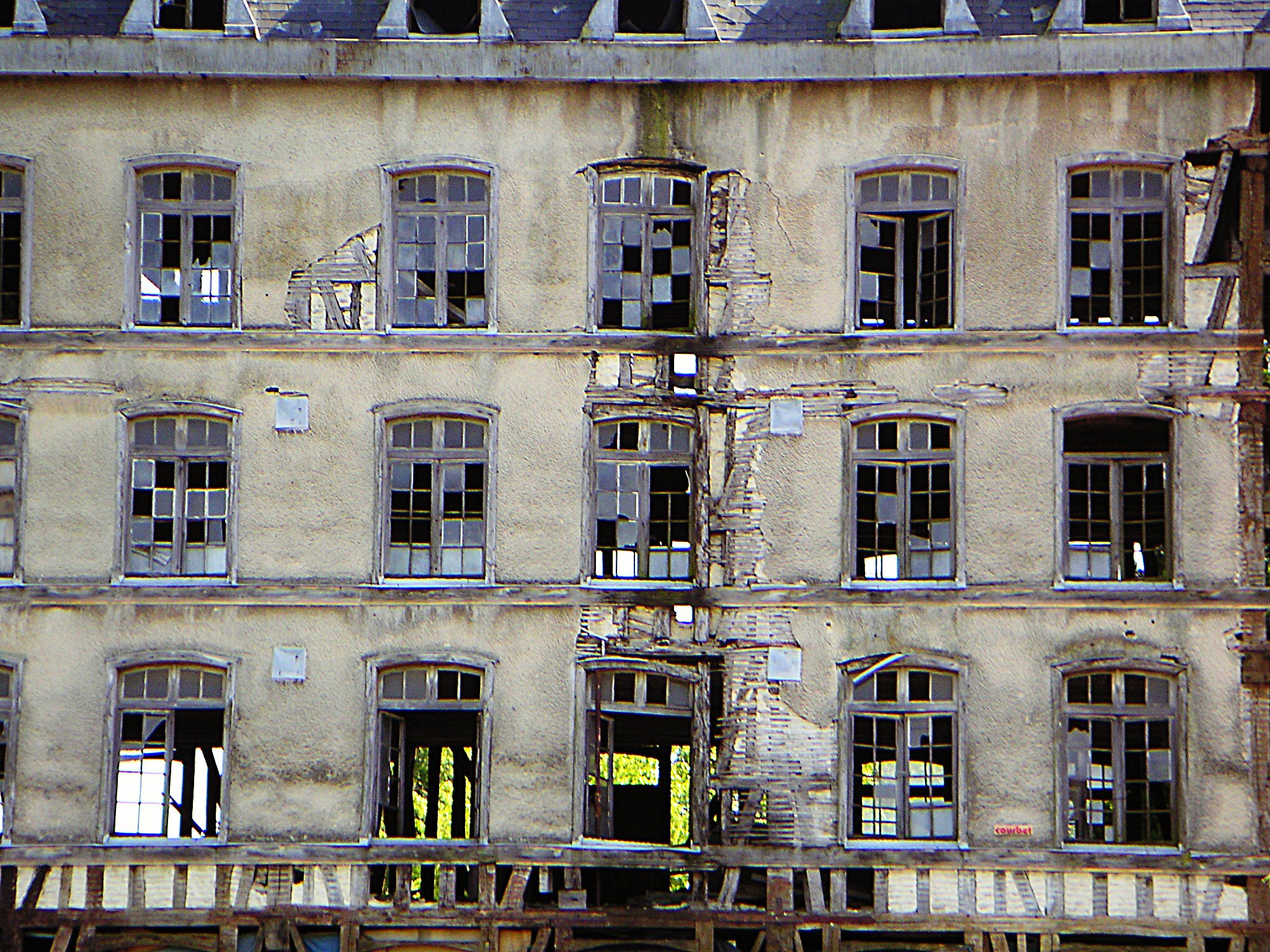
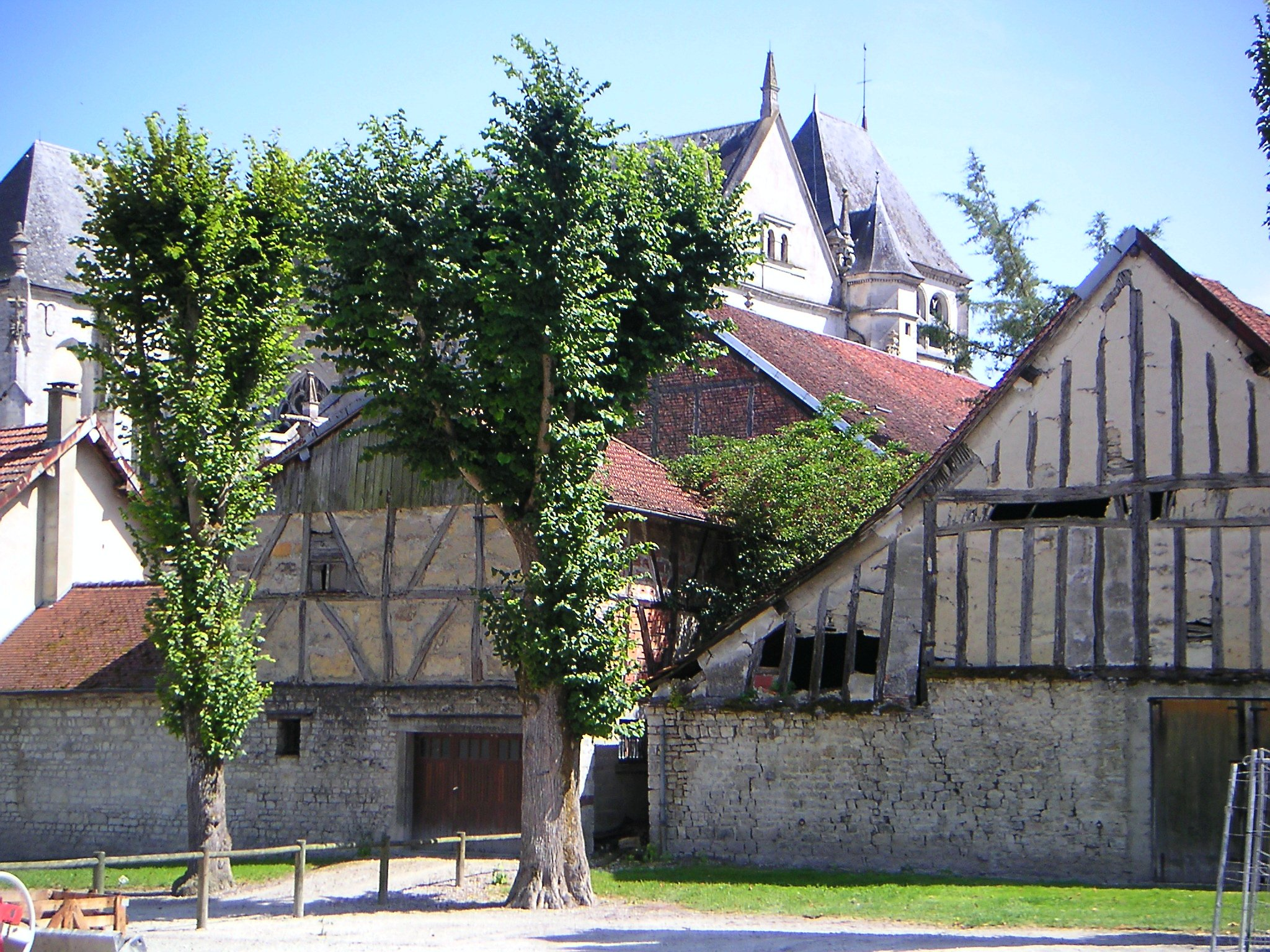
L’église Saint-Étienne
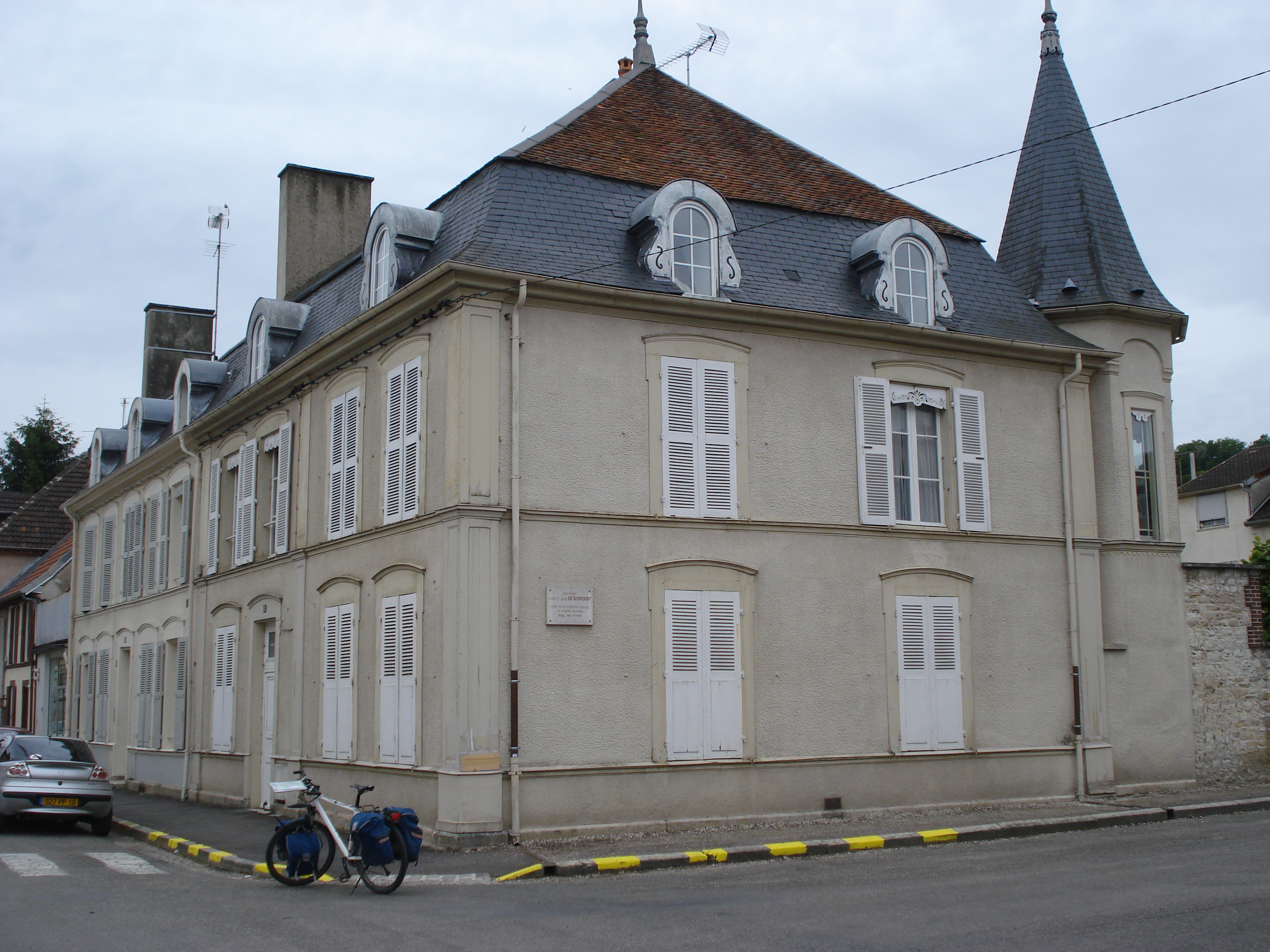
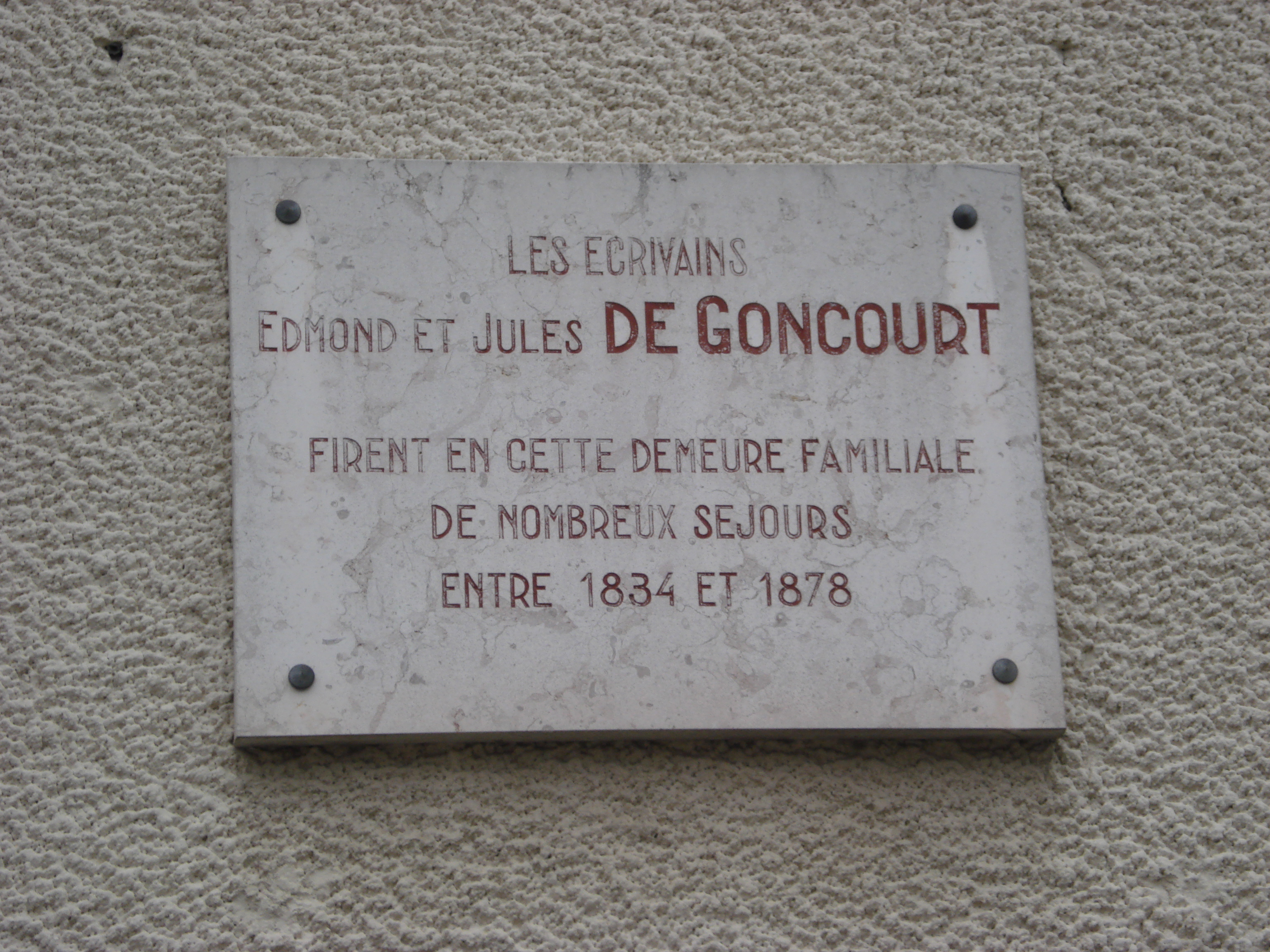
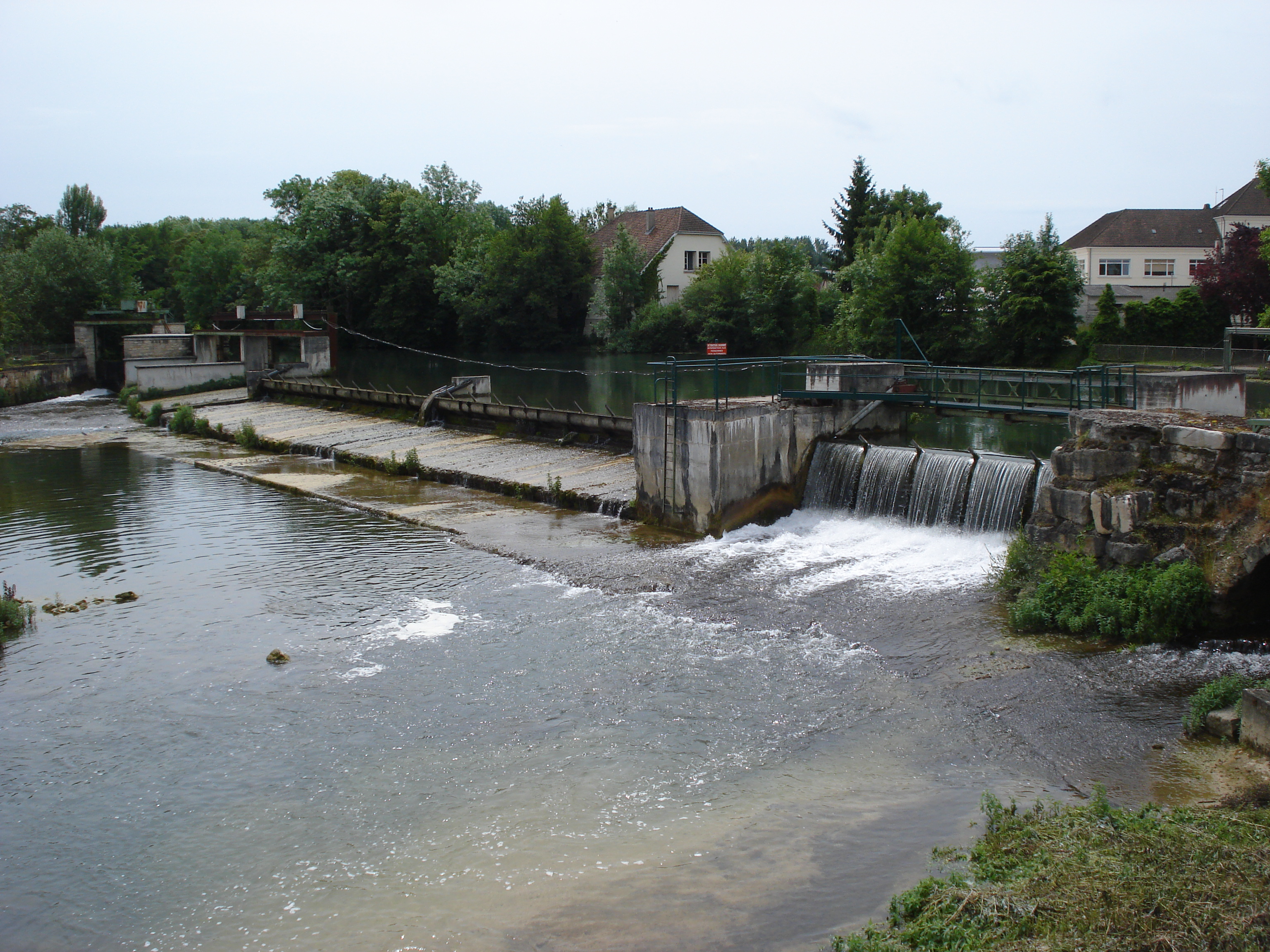